# Orestes (patriarcha Jerozolimy)
Orestes – trzydziesty siódmy chalcedoński patriarcha Jerozolimy; sprawował urząd w latach 983–1005.